# Ben Starr
Pour les articles homonymes, voir Starr.
Ben Starr est un acteur britannique, principalement connu pour son travail de doublage dans les jeux vidéo.
Il a notamment interprété les rôles de Clive Rosfield dans Final Fantasy XVI (2023) et de Verso dans Clair Obscur: Expedition 33 (2025), et reçu en 2023 le Golden Joystick Award du meilleur interprète principal, ainsi qu'une nomination au Game Award du meilleur interprète.

## Biographie
Fils d'une assistante sociale et d'un comptable, Ben Starr excelle à l'école, où ses parents l'envoient sur leurs économies. La carrière de Starr s'oriente initialement vers la télévision et le théâtre ; il apparaît dans des séries télévisées et des pièces de théâtre du West End populaires, notamment dans des épisodes de Dickensian, de Jamestown et de Casualty, et des mises en scène de Macbeth ou des Misérables,.
Ben Starr rencontre interprète le rôle de Clive dans Final Fantasy XVI, publié en 2023. Ce rôle, son premier d'ampleur pour un jeu vidéo, requiert qu'il adapte ses compétences de comédien à la télévision et au théâtre aux pratiques du doublage, de manière à être capable de conserver la même voix durant plusieurs dizaines d'heures d'enregistrement. Starr croît en popularité grâce au succès critique du jeu et à sa propension à se rapprocher des fans de la licence par des blagues sur les réseaux sociaux, ou du cosplay. Il devient même un meme lors de la cérémonie des Game Awards 2023, où il se trouve assis parmi les nommés au Game Award du meilleur interprète, lorsqu'un plan de caméra s'attarde sur lui au moment où il est ébloui par une vive lumière blanche. L'image est détournée de très nombreuses fois.
Après Final Fantasy XVI, ses principaux projets incluent le jeu français Clair Obscur: Expedition 33, des publicités pour le jeu indépendant Balatro, et l'animation de la cérémonie de récompenses des Golden Joystick Awards.

## Ludographie
- 2013 : Company of Heroes 2 : voix additionnelles
- 2016 : Quantum Break : voix additionnelles
- 2018 : A Way Out : voix additionnelles
- 2023 :	Final Fantasy XVI :	Clive Rosfield
- 2023 : Arknights : Sharp
- 2024 : Atlas Fallen : voix masculine du protagoniste
- 2024 : Warframe : Arthur Nightingale
- 2024 : Tekken 8 : Clive Rosfield
- 2025 : The First Berserker: Khazan : Khazan
- 2025 : Clair Obscur: Expedition 33 : Verso
- 2025 : Date Everything!
- À venir : Hades II : Prométhée

## Distinctions

### Récompense
- 2023 : Golden Joystick du meilleur interprète principal pour Final Fantasy XVI[4]

### Nomination
- 2023 : Game Award du meilleur interprète pour Final Fantasy XVI[1]